# 이소정 (국악인)
이소정(2001년 11월 19일 ~ )은 대한민국의 국악인이다.

## 개요
이소정은 2001년 충청북도 청주시에서 태어났다. 한국종합예술학교에서 가야금병창을 전공하였다. 스승인 서일도가 결성한 국악그룹 '서일도와 아이들'에서 가야금 연주와 소리를 맡고 있으며, JTBC '풍류대장 - 힙한 소리꾼들의 전쟁'에 참가한 것을 계기로 전국적으로 행사와 공연을 하고 있다. 주요 장르는 국악(가야금 병창), 크로스오버이다.

## 음반
- 2021.10.06. 서일도와 아이들, 컴필레이션 《풍류대장 - 힙한 소리꾼들의 전쟁 Episode.2》 수록곡 〈어매〉[2]

## 활동
- 2021년 10월 5일 JTBC 예능프로그램 ‘풍류대장-힙한 소리꾼들의 전쟁’에 '서일도와 아이들' 팀으로 참가했다. 시작 전부터 긴장감이 감돌았던 서일도와 아이들은 심사위원 7명의 마음을 훔쳤다. ‘국악계 1타 강사’ 서일도는 제자들과 ‘서일도와 아이들’을 꾸렸다. 무대에 오르기 전 고수들의 무대에 기가 죽어 있었던 이들은 애절하면서도 중량감이 느껴지는 무대를 만들었다. 음악 선곡부터 의견이 엇갈리며 마음고생이 많았던 이들은 올크로스를 받은 후 눈물을 펑펑 쏟았다. 서일도는 “다음 선곡은 제자들의 의견을 반영해서 새로운 곡을 도전해보고 싶다”면서 다음 무대를 기대하게 했다.[3]

## TV
- 풍류대장 - 힙한 소리꾼들의 전쟁 (2021) - Top33(25위)
- 2021. KBS청주 《무대를 빌려드립니다》
- 2022. MBC충북 《특집 생방송 활기찬 저녁》
- 2022. CJB 《창사 25주년 특집 '지역의 재발견'》

## 라디오
- 2022.02.21. BTN라디오 《오락발전소》
- 2022. CJB 《박용관의 라디오쇼》
- 2023.09.15. BTN  《2023 팔관회 '어울림한마당'과 함께하는》 BTN라디오 공개방송

## 행사
- 2021. 청주 용화사 해넘이 행사
- 2022.10.07. 《세종대왕과 초정약수 축제》 개막축하공연
- 2022.10.07. 《직지사랑 전국실버가요제》(청주아트홀) 축하공연
- 2022.10.09. 《진천 농다리축제》, 《옥천 행사》 축하공연
- 2022.10.11. 《2022 민족통일전국대회》 축하공연
- 2022.10.15. 《2022 괴산 솔라페스티벌》
- 2022.10.23. 《2022 증평군 들노래 장뜰애(愛) 옛 스며들다 축제》축하공연
- 2022.10.27. 《제17회 인문주간 인문예술축제 - 인문도시 진주, 예술과의 동행》
- 2023.03.31. 《제20회 청주예술제》 축하공연
- 2023.04.21. 《예술로 하나되는 제2회 보은예술제》 축하공연
- 2024.05.31. 《2024 해운대해수욕장 개장식 '여름도 해운대가 참좋다'》 축하공연
- 2024.06.08. 《옥화대 행사》, 《천안 구룡사 행사》
- 2024.06.16. 《청주FC vs 천안FC》(청주종합경기장) 사전공연, 하프타임 공연
- 2024.10.08. 《2024 제1회 세종한글올림피아드》 축하공연
- 2024.10.10. 《2024 신협 전국실무책임자 대회》 축하공연
- 2024.10.15. 《2024 보은대추축제》 축하공연
- 2024.10.19. 《2024 모악산 숲속음악회 '금빛가요제'》 축하공연
- 2024.11.14. 《대한전문건설협회 충청북도회 제12대.제13대 회장 이.취임식》축하공연
- 2025.04.04. 《제22회 청주예술제 '청주는 예술이쥬'》 축하공연

## 공연
- 2021.11.14. 《박팔괘 가야금 병창단 제5회 정기연주회》(청주아트홀) 특별출연
- 2022.09.29. 《문화가 있는 날 - 예술,국악에 물들다》(청주시립미술관 오창전시관)
- 2022.10.06. 《2022 브런치콘서트 - 청주시립국악단 국악 휴(休)가(歌)》(청주예술의전당 소공연장)
- 2022. 《청주시립국악단 K-소리콘서트 '조선-팝 익스프레스'》
- 2023.08.18. 《박팔괘 가야금 병창단 제7회 정기연주회》(청주예술의전당 소공연장)
- 2023.09.29. 《청주시립국악단 추석명절공연 '한가위만 같아라'》(청주예술의전당 대공연장)
- 2023.10.08. 《2023 지역대표예술제 대전 舞무-樂악 연희축제》(대전시립연정국악원 큰마당)
- 2024.11.01. 《조선힙쟁이 권삼득 with 풍류대장 콘서트 'K★pop 흥, 띄워라!'》(완주군청 테니스장)
- 2024.11.23. 《SA.JA.DA 피우다 한국음악 꽃으로...》(청주복합문화공간 '지직 JIJIK')
- 2025.03.26. 《2024 이판사판 콘서트 1회차 '흥이 오른다고, 봄'》(충주음악창작소 뮤지트홀)

## 뉴스
- 2022.10.15. MBC충북 《MBC 뉴스데스크》  '문화, 잇다'

## 학력
- 한국예술종합학교 전통예술원 가야금병창

## 기타
- 신체 : 키 165cm, 체중 46kg